# Aleksiej Charczenko
Aleksiej Grigorjewicz Charczenko, ros. Алексей Григорьевич Харченко (ur. 1 października 1985 we Władywostoku) – rosyjski żużlowiec.
Reprezentant rosyjskiej drużyny Wostok Władywostok. Jest synem żużlowca Grigorija Charczenki. W 2006 zdobył tytuł Indywidualnego Mistrza Rosji Juniorów.
| Sezon | Miejsce   | Msc  | Pkt                     | Biegi                   |       |
| ----- | --------- | ---- | ----------------------- | ----------------------- | ----- |
| 2005  | Pardubice | 8-10 | odpadnięcie w półfinale | odpadnięcie w półfinale | Rosja |
| 2006  | Rybnik    | 6-7  | odpadnięcie w półfinale | odpadnięcie w półfinale | Rosja |

## Liga polska
W sezonie 2006 zadebiutował w lidze polskiej w GTŻ Grudziądz.
W barwach GTŻ wystąpił w 13 meczach, zdobywając 65 punktów i 10 bonusów, co dało mu średnią biegową 1,27 pkt oraz średnią meczową 5,77 pkt. Aleksiej w sezonie 2007 reprezentował barwy TŻ Lublin. Był to jego debiutancki sezon w gronie seniorów. Mimo podpisania kontraktu z lubelską drużyną, sympatyczny Aleksiej nie miał okazji pokazania się przed lubelską publicznością. W 2008 roku startuje jedynie 3 krotnie jako zawodnik Speedway Równe uzyskując średnią biegową 1,286 pkt. i meczową 5,33 pkt.
W 2009-2010 Charczenko reprezentował barwy Speedway Polonii Piła, gdzie po rundzie zasadniczej (11 meczów) uzyskał średnią biegową 1,920 pkt. i meczową 8,00 pkt. Zawodnik szybko stał się ulubieńcem kibiców, którzy mają nadzieje, że zobaczą popularnego Aloszę w nowym sezonie w barwach pilskiego klubu. Drugi sezon w barwach klubu z Piły był dla Charczenki jeszcze lepszy niż poprzedni. Zawodnik był czołowym jeźdzcem swojego klubu. Na zakończenie sezonu znalazł się w czołowej dziesiątce najlepszych zawodników całej II ligi uzyskując średnią biegową 2.080 pkt/bieg.
W sezonie 2011 Charczenko reprezentował barwy II-ligowej ŻKS Ostrovii.